# Ten Kens
Ten Kens — канадская музыкальная Инди-рок-группа из Торонто. Название на русский можно перевести как «10 приятелей». Основатели группы Дин Ценос и Дэн Вокман. Дебютный альбом под названием «Ten Kens» вышел в декабре 2006 года на лейбле FatCat Records. После релиза для выступлений к ним присоединились Ли Стрингл и Райан Роунтри. Музыка первого альбома отличается меланхолией и мелодичностью, многие критики восприняли дебютный альбом как возвращение к альтернативной музыке начала 90-х, переданной в новом качестве.

## Список композиций альбома «Ten Kens»
1. The Alternate Biker (4:18)
2. Downcome Home (3:55)
3. Refined (3:19)
4. Y’all Come Back Now (2:31)
5. Bearfight! (4:14)
6. Cosby Pills (2:40)
7. The Prodigal Sum (4:15)
8. Worthless And Oversimplified Ideas (3:21)
9. A Decision Of Special Relevance (1:47)
10. The Whore Of Revelation (Or How I Learned To Stop Worrying And Love Jesus) (4:21)
11. I Really Hope You Get To Retire (4:02)